# Guanmiao, Henan
Guanmiao (kinesiska: 观庙, 观庙乡) är en socken i Kina. Den ligger i provinsen Henan, i den centrala delen av landet, omkring 360 kilometer sydost om provinshuvudstaden Zhengzhou. Antalet invånare är 24 236. Befolkningen består av 12 698 kvinnor och 11 538 män. Barn under 15 år utgör 27,0 %, vuxna 15-64 år 60 %, och äldre över 65 år 12,0 %.
Genomsnittlig årsnederbörd är 1 445 millimeter. Den regnigaste månaden är juli, med i genomsnitt 258 mm nederbörd, och den torraste är januari, med 34 mm nederbörd.